# ماركوس ديغيرلوند
ماركوس ديغيرلوند (بالسويدية: Marcus Degerlund)‏ (16 مارس 1998 بفيستيروس في السويد - ) هو لاعب كرة قدم سويدي في مركز الدفاع. لعب مع نادي هاماربي لكرة القدم.

## روابط خارجية
- ماركوس ديغيرلوند على موقع اتحاد السويد (السويدية)
- ماركوس ديغيرلوند على موقع قاعدة بيانات كرة القدم.إي يو (الإنجليزية)
- ماركوس ديغيرلوند على موقع Soccerway.com (الإنجليزية)